# Chennai Open Challenger 2024
Il Chennai Open Challenger 2024 è stato un torneo maschile tennis professionistico. È stata la 4ª edizione del torneo, facente parte della categoria Challenger 100 nell'ambito dell'ATP Challenger Tour 2024, con un montepremi di 130 000 $. Si è giocato dal 5 all'11 febbraio 2024 sui campi in cemento dello SDAT Tennis Stadium di Chennai, in India.

## Partecipanti

### Teste di serie
| Nazionalità   | Giocatore          | Ranking* | Testa di serie |
| ------------- | ------------------ | -------- | -------------- |
| Italia        | Luca Nardi         | 114      | 1              |
| India         | Sumit Nagal        | 121      | 2              |
| Rep. Ceca     | Dalibor Svrčina    | 194      | 3              |
| Francia       | Ugo Blanchet       | 214      | 4              |
| Italia        | Stefano Napolitano | 216      | 5              |
| Spagna        | Oriol Roca Batalla | 217      | 6              |
| Tunisia       | Aziz Dougaz        | 219      | 7              |
| Taipei cinese | Hsu Yu-hsiou       | 230      | 8              |

* Ranking al 29 gennaio 2024.

### Altri partecipanti
I seguenti giocatori hanno ricevuto una wild card per il tabellone principale:
- Nikoloz Basilašvili
- Ramkumar Ramanathan
- Mukund Sasikumar

I seguenti giocatori sono entrati in tabellone come alternate:
- Akira Santillan
- Samuel Vincent Ruggeri
- Arthur Weber

I seguenti giocatori sono passati dalle qualificazioni:
- Eric Vanshelboim
- Bogdan Bobrov
- Olaf Pieczkowski
- S D Prajwal Dev
- Jonáš Forejtek
- Alexey Zakharov

## Punti e montepremi
| Torneo    | Torneo              | V      | F      | SF    | QF    | 2T    | 1T    | Q | Q2  | Q1  |
| Singolare | Punti               | 100    | 50     | 25    | 14    | 7     | 0     | 4 | 2   | 0   |
| Singolare | Premi in denaro ($) | 17 650 | 10 380 | 6 140 | 3 570 | 2 105 | 1 270 | – | 635 | 320 |
| Doppio    | Punti               | 100    | 50     | 25    | 14    | –     | 0     | – | –   | –   |
| Doppio    | Premi in denaro ($) | 7 590  | 4 400  | 2 645 | 1 570 | –     | 880   | – | –   | –   |

## Campioni

### Singolare
Sumit Nagal ha sconfitto in finale  Luca Nardi con il punteggio di 6–1, 6–4.

### Doppio
Saketh Myneni /  Ramkumar Ramanathan hanno sconfitto in finale  Rithvik Choudary Bollipalli /  Niki Kaliyanda Poonacha con il punteggio di 3–6, 6–3, [10–5].